# Бибик Олексій Павлович
Олексій Павлович Бибик (5 [17] жовтня 1878; Харків — 18 листопада 1976, Мінеральні Води) — український російськомовний письменник і драматург ультралівого спрямування, революціонер. В'язень концтаборів ГУЛАГ СРСР.

## Біографія
Народився 5 жовтня (17 жовтня за новим стилем) 1878 року в Харкові. Син токаря. Закінчив міське училище. Працював токарем, креслярем і конструктором в залізничних майстерень Харкова.
З 1895 року член РСДРП. За активну революційну діяльність царська влада активно переслідувала письменника. У 1900 році був заарештований і засланий на три роки до Вятської губернії. У 1903 знову заарештований за пропаганду серед селян і засланий до Архангельської губернії. Події 1905 року звільнили його.
Учасник революції 1905 року в Росії. З кінця 1905 по 1911 рік перебував на нелегальному становищі.
У 1911–1915 роках працював конструктором на машинобудівних заводах Риги. Пізніше переїхав до міста Ростов-на-Дону, де до 1938 року працював в різних установах.
У 1932 повністю зайнявся літературою. У лютому 1938 року був заарештований і карався у концтаборах ГУЛАГу 17 років. Наприкінці 1946 повернувся з концтабору, відновлений у правах письменника, але збірка його творів була випущена тільки 1955.
Від середини 1950-х до 1976 рік непомітно жив у місті Мінеральні Води.
Помер 18 листопада 1976 року в Мінеральних Водах.

## Творчість
Перше оповідання Бибика «На пристані» було надруковане газетою «Пермський край» під час в'ятського заслання автора в 1901 році. 1912 письменник публікує першу книгу роману «До широкої дороги», де на автобіографічному матеріалі оповідає про згуртування революційно налаштованих громадян із нижчих верств населення, про формування характеру і світогляду молодого героя. Тій же темі присвячена і друга книга — «На чорній смузі», що побачила світ уже після Жовтневого перевороту, вже 1921.
1935-го роман «До широкої дорозі» видано в Ростові на Дону, нова його редакція містить обидві книжки. У книжках А. П. Бибика подані картини дореволюційного фабрично-заводського життя, провокування політичних протестів у професійних середовищах.
У наступні роки роман «До широкої дороги» неодноразово перевидавався. Перша його редакція отримала вельми негативний відгук комуніста М. І. Калініна в большевицькій «Правді», який відзначив і «невпевнену руку письменника-самоучки», і «грубо-тенденційні» міркування автора про події епохи революції 1905 року. У 1928 —1929 роках видавництво «Надра» випустило зібрання творів А. П. Бибика в 6-ти томах. Деякі його твори були перекладені українською мовою. 1955 і 1962 видані збірки вибраних творів, а 1958 і 1966 — повісті й оповідання О. Бибика.
О. Бибик — автор роману «Катрусина вишка» (1930, про події збройних конфліктів на Кавказі та інтервенцію Росії в УНР, повістей «Климчук», «Кінець Філонівки» (1928), «Повість про верстат» (1934), «Золоторогий тур» (1936), п'єс із «робочого побуту»: «Архипов», «В нічну зміну» (1917), «Еріон» (1932), «В невідомі країни» (1935).
Бибик також написав і низку оповідань. Багато з них про часи Російської імперії, серед них можна відзначити оповідання «У позаурочний час», де добре зображено настрій фізично стомленого працівника, і оповідання «Черства людина», де описана цікава картина взаємовідносин між членами трудового колективу — машиністом і студентом-практикантом. З оповідань останнього часу, розміщених у різних збірниках і журналах, необхідно відзначити «День причастя» — картину підготовки та виконання першотравневої демонстрації в умовах Російської імперії.

### Вибрані твори
- До широкої дороги: роман (1912)
- Повісті та оповідання (1966)
- Крізь роки і бурі (1975)
- Духом зміцнимось у боротьбі: спогади про події 1905 року // Новий світ. —1965. — N 12. — С. 139
- Згадалося старому котельнику: розповідь (1967)
- Трохи про мою літературну творчість (1962)
- Сопілка сатани. Він заробив. Мішка. Тусіна правда (оповідання)

## Нагороди
- Орден Трудового Червоного Прапора (1967)
- Почесна грамота Президії Верховної Ради Української РСР (1972)

## Пам'ять
- Іменем Л. П. Бибика в Мінеральних Водах названа одна з вулиць; а в будинку, де він жив, з ініціативи Ставропольської крайової письменницької організації в липні 1990 року створено музей письменника.
- На будинку в Ростові-на-Дону по вулиці Суворова, де жив письменник, встановлена пам'ятна дошка.